# HD123112
HD123112 — хімічно пекулярна зоря спектрального класу A0, що має видиму зоряну величину в смузі V приблизно  7,0.
Вона  розташована на відстані близько 701,4 світлових років від Сонця.

## Пекулярний хімічний склад
Зоряна атмосфера HD123112 має підвищений вміст 
Si
.